# 2012 HE85
2012 HE85 est un objet transneptunien d'un diamètre estimé entre 30 km et 70 km, il a été découvert lors de la recherche d'une cible potentielle pour la sonde New Horizons qui l'a d'ailleurs photographié de loin en 2017. 
C'est un objet en résonance 5:9 avec Neptune. 